# Martin Luther King
Martin Luther King (Atlanta, Geòrgia, 15 de gener de 1929 - Memphis, Tennessee, 4 d'abril de 1968) va ser un clergue i un conegut activista a favor dels drets dels negres estatunidencs. Va ser un dels principals líders del moviment afroamericà pels drets civils de la dècada del 1960, per la qual cosa va ser guardonat amb el Premi Nobel de la Pau del 1964. Va morir assassinat.

## Context: La situació dels afroamericans fins al 1955
Des del 1607, els africans van ser venuts i transportats per ser esclaus al sud dels Estats Units. Això es va estendre fins al segle xix, quan la importació d'esclaus seria declarada fora de llei tot i estar èticament en davallada (1807). Tanmateix, això no implicà l'erradicació de problemes com la segregació racial, com tampoc el tràfic il·legal d'aquests. Precisament, la segregació serà recolzada per les famoses lleis Jim Crow, promocionant l'apartheid, a la vegada recolzades pel grup racista Ku Klux Klan.
Dels 3.000.000 d'afroamericans que hi havia cap al 1808, 700.000 eren esclaus. Així, al voltant del 1860, hi havia uns 3.500.000 d'esclaus al sud, les terres més hostils per a aquesta societat; mentre que mig milió més, lliures, es repartien per la resta del que eren els Estats Units en aquell moment. Val a dir que anaven creixent paral·lelament a les exportacions.
I és que la minoria afroamericana del 1860 era la més important. Estaven, com veiem, concentrats al sud i l'efecte de la industrialització anglesa els feu productors de cotó. La postguerra civil no va resoldre el problema d'integració social dels afroamericans ni les lleis, ja que cada estat aprovava codis negres que n'afavorien la segregació fins al president Johnson (amb la resistència d'Alabama), que els donà una sèrie de drets, que els dispersà. No hi hagué un moviment perquè es transformessin en propietaris de les terres que els havien esclavitzats, ja que seran parcers i no grangers independents.
A banda d'això, els afroamericans es veuran afectats per un altre problema que la Constitució dels Estats Units no havia aconseguit resoldre, com era l'existència de dues nacions: l'agrària (estats del sud) i la industrial (estats del nord). Precisament d'aquí neix la Guerra Civil americana (1861-1865). Els del nord, la Unió, van escollir com a president el 1860 Lincoln, que era abolicionista, tot el contrari dels estats del sud, la Confederació. El Moviment pels Drets Civils als Estats Units va ser una lluita llarga, i principalment no-violenta.

### Reacció del govern
Políticament, els Estats Units, eren estats, llur unió era basant-se en una federació. Per tant, el problema estava a saber qui havia d'anar abans; la unió o l'estat, és a dir: la Unió té poder per imposar un tipus de poder? La Unió, en ser industrialista, prenent el model britànic, no podia conviure amb una societat esclavista, els sortia més a compte el treball lliure, però el sud vivia essencialment del cotó i dels seus esclaus; per això, Lincoln aboleix parcialment l'esclavisme el 1860, així tenia l'argument per a anul·lar la confederació. Però no tot varen ser flors i violes. Lincoln abolí l'esclavisme només als estats del sud, però no als del nord (cosa que s'acostuma a oblidar); i n'hi havia cinc estats esclavistes. A més, en estar en guerra civil un any després, van necessitar les indústries de cotó per a proveir-se d'uniformes i haurem d'esperar a la fi del conflicte per trobar l'abolició total, el 1865, amb la tretzena esmena, en què el govern federal es va moure per estendre la igualtat legal als afroamericans, igualant-los als blancs en ciutadania.
Amb la catorzena esmena, el 1868, els ciutadans i totes les persones nascudes als Estats Units gaudiren de la protecció igualitària de les lleis. La quinzena esmena, encara va anar més enllà, el 1870, permetent el dret a vot a tots els ciutadans deixant-se d'ètnies. Molts negres, doncs, van aconseguir fins i tot, posicions preeminents dins la societat. Malauradament, però, quan la Reconstrucció (1865-1877), que és el període en què els del nord ocupen les terres del sud i poden reforçar totes les esmenes, acaba, amb la retractació de les tropes del nord, els terratinents blancs del sud, amb mà lliure, restitueixen un règim de pèrdua del dret a vot, la segregació racial, una ona de linxaments i una altra de violència policial; a canvi de decidir les contencioses eleccions presidencials en favor de Hayes, recolzat pel nord, contra Tilden.
Són les famoses lleis Jim Crow, que ja venien de la guerra civil. Amb aquestes, blancs i negres moltes vegades varen estar cridats a estar en escoles separades, també als lavabos públics, bancs dels parcs i els seients dels trens (doctrina del 1896 de l'"iguals, però separats") i els restaurants. També van prohibir el matrimoni entre gent de diverses ètnies, d'entre d'altres. De vegades, però, es va passar per alt el fet de servir a diferents ètnies, en alguns restaurants, sota el mateix sostre. Les corts van procurar estendre aquesta mateixa doctrina a escoles i altres programes, com promocionaren l'estatus de «segona classe» del poble negre o afroamericà.
La situació desesperada dels afroamericans del sud, a banda de fer-los fugir, va provocar una gran immigració a inicis del segle xx, cap al nord, en part gràcies a la indústria automobilística a l'entorn de Chicago. Aquest és l'origen del blues, cançons de carretera cap a les fàbriques (avui dia, amb les seves famílies estan retornant al sud). Tot això, combinat amb una creixent elit intel·lectual i cultural d'afroamericans lliures, els va conduir a un fort moviment per a lluitar contra la violència i la discriminació que patien. D'aquí sorgirà la NAACP, que encapçalà un seguit de batalles legals a la dècada dels 1950 per bolcar la segregació de Jim Crow.
Del president Harry Truman, van aconseguir dos anys abans, el 26 de gener del 1948, que signés "l'ordre executiva 9981" que acabà amb la segregació en l'exèrcit estatunidenc. Per aconseguir això, en la resta d'àmbits caldria esperar les dècades posteriors (a partir dels seixanta). Amb un èxit final el 1964, ja fora de l'àmbit d'aquest apartat, amb el "Civil Rights Act", que no ha estat aplicada avui en dia, als Estats Units, com en la Constitució d'Alabama, que encara mana que: "les escoles separades han de ser proveïdes per blancs i nens de color, i a cap nen de cada ètnia li serà permès d'assistir a les escoles de l'altra." El 2004, va haver una proposició per suprimir aquesta esmena o article que va ser tombada espectacularment.

## Biografia

### Origen i joventut
El 15 de gener del 1929 a Atlanta, Geòrgia, el pacifista més conegut de la història després de Mahatma Gandhi arriba al món. Es diu Michael King, i exactament naixia a l'Av. Auburn, núm. 501 d'aquesta ciutat olímpica. Arriba de la mà de Michael King i Alberta Christine Williams.
A partir del 1931, el pare de Martin s'ha de fer càrrec de l'església Baptista Ebenezer, a Atlanta. Tres anys després, aquest lidera l'organització de les esglésies baptistes de la ciutat, i es dedicarà, a part del càrrec eclesiàstic que li pertoca, a la lluita contra la segregació als espais religiosos, i també a tractar d'assolir que els negres puguin votar. En el decurs dels anys 30, continua ascendint fins al punt de formar part del consell de ministres d'Atlanta, en què també s'esforça per un bon tractament dels nens negres a les escoles.
Mentrestant, Martin va sent educat en un doble ambient: el religiós, i el de la lluita contra la discriminació d'ètnies. Com a anècdota, es diu que als 5 anys ja el van fer fora del col·legi per rebel·lar-se contra el tutor. Havent-ne complet set, un erudit els fa una xerrada sobre Gandhi, que potser és la base de la seva ideologia quan sigui gran.
Ja amb els estudis primaris superats sense gaire esforç, amb 15 anys ingressa al Morehouse College, i és l'època dels seus primers projectes. Envia una carta a l'editor de la Constitució d'Atlanta queixant-se de la discriminació racial. Gràcies a això, en aquella nova constitució hi figura que els negres tenen dret als drets bàsics dels ciutadans americans.

### Inici de la seva carrera
El 1948, amb 19 anys, ja és llicenciat en lletres. És al curs següent, quan comença la seva primera gran via de la seva vida: comença a estudiar al seminari de Teologia a Chester, Pennsilvània, on el 8 de maig del 1951 aconsegueix la llicenciatura de Teologia (allà en diuen the Bachelor of divinity degree). Continuant amb aquest camí, comença el postgrau a la Universitat de Boston. Allà, s'implica molt a estudiar la ideologia de Mahatma Gandhi. El 18 de juny del 1953, havent acabat el segon curs del postgrau, contrau matrimoni amb Coretta Scott, una noia d'Alabama dos anys major que ell. Encara abans d'acabar els estudis, el 1954 accedeix a ser pastor (sacerdot d'una església) de la mateixa església on 2 anys abans el seu pare ho havia estat, a Ebenezer.
A la fi, el 5 de juny del 1955, aconsegueix el doctorat en teologia sistemàtica, i pel novembre, neix la seva primera filla, Yolanda. Aquest mateix any, comença la segona i més important via de la seva vida, que és la lluita contra el racisme als EUA, la discriminació per ètnies, o la segregació. Això ve donat per un fet d'aquestes característiques l'1 de desembre amb Rosa Parks.

## Boicot al bus de Montgomery
Som al primer dia de desembre del 1955, a Montgomery (Alabama). I com cada dia del món, a l'autobús del poble, hi ha preferència perquè les persones blanques s'asseguin si va ple. Lògicament, tothom va estar d'acord aquell matí quan el conductor va manar aixecar-se els negres que hi havia asseguts, perquè l'autobús anava ple i hi havia blancs que no podien asseure's.
Era la rutina, cada dia succeïa. Però tots ho van fer? No, tots no; una activista negra, anomenada Rosa Parks, va refusar el suggeriment/amenaça del conductor, de deixar el seu lloc a un blanc. Per això, immediatament va ser arrestada, jutjada, i declarada culpable. Va ser empresonada per desordre públic.
Algunes membres del Consell Polític de Dones proposen aquell mateix dia de fer un boicot, i li diuen a Martin Luther King, ja localment molt conegut, que lideri aquest moviment. El 5 de desembre, casualment, en una trobada massiva a l'església baptista Holt Street, al mateix poble, es forma la MIA, l'Associació pel Progrés de Montgomery i King n'és el primer president. Com a discurs d'obertura de l'associació, aquest aprofita per anar difonent que un boicot contra l'autobús de Montgomery s'ha organitzat, com a acte de protesta per l'acte tan mesquí de què Rosa Parks havia estat víctima, i que pot començar aquest mateix 5 de desembre, sense donar data límit.
Unes de les paraules més famoses aquell dia van ser: "No tenim una altra opció que la protesta. Han estat molts anys de notable paciència, fins al punt que, a vegades, hem donat als nostres germans blancs la impressió que ens agradava la manera com ens tractaven. Per això, aquesta nit som aquí, per lliurar-nos d'aquesta paciència que ens ha fet pacients, amb alguna cosa tan important com la llibertat i la justícia".

### Esdeveniments que comportà la protesta
Durant la protesta, anaren succeint-se diversos esdeveniments: segons el seu propi llibre Stride Towards Freedom, (Un gran pas cap a la llibertat), explica que, el 27 de gener del 1956, rep una trucada amenaçadora de nit, que l'incita a fer una "rebel·lió espiritual" que el fa trobar-se amb ganes de continuar amb el seu camí, malgrat que el persegueixin. Tres dies més tard, però, a les 21,15 h, dissortadament, es bombardeja casa seva sense presència d'ell, que està parlant en un míting massiu. El bombardeig no va causar danys físics a la seva dona o a la seva filla, i minuts després, quan apareix ell, tracta de fer reaccionar la multitud que es reuneix a l'exterior de casa seva, demanant-los la no-violència, que tot es pot arreglar parlant. Finalment, pot aconseguir frenar-los. També durant els 381 dies de protesta, Martin Luther rebé més amenaces de part del Ku Klux Klan i també fou arrestat i empresonat.
Quant al boicot en general, el seu resultat estava sent excel·lent, amb molts clients dels autobusos que no hi anaven, i se les empescaven totes per evitar-lo. S'inventaren un sistema de cotxes compartits, en què alguns propietaris de cotxes portaven la gent voluntàriament a diverses destinacions.
Al final, el conflicte va arribar a orelles de tots els Estats Units, que se solidaritzaren amb la causa, i el 13 de novembre, el Tribunal Suprem dels Estats Units declarà anticonstitucional la segregació als autobusos de tot Alabama, on s'incloïa Montgomery.
Per tant, la conseqüència de tot això és que la vida als autobusos ja mai no va a tornar a ser igual. La gent, fos de l'ètnia que fos, es podia asseure on volgués, en teoria. El boicot es va acabar oficialment el 21 de desembre amb l'objectiu acomplert. La victòria que havia estat liderada per Martin Luther King va fer que ell tingués ressò pertot arreu i el va fer accedir a ser un dels líders per a aquesta causa. Martin ho celebrà amb un magnànim discurs, amb el qual va encoratjar la gent perquè no tingués por en aquesta nova situació.

## Fundació de l'SCLC, lideratge, i evolució d'MLK fins al 1963
Continuant amb la campanya pels drets dels negres, Martin Luther, va participar en la fundació de la Conferència Surenya del Lideratge Cristià (SCLC) el 10 – 11 de gener del 1957. Aquesta organització, però, en un primer moment es va anomenar "Conferència de Líders Negres del Sud en el Transport i la Integració No Violenta". És una organització de drets civils, proposada per Bayard Rustin i després ja liderada pròpiament per Martin Luther King fins a la seva mort, una posició que va ser criticada pels més radicals i democràtics integrants del Comitè de Coordinació Estudiantil de la No Violència (SNCC en anglès).
L'SCLC expressava la creença d'aquests individus que una organització més àmplia es podria construir amb l'èxit del boicot de l'autobús de Montgomery, per això la part del títol original, Conferència de Líders Negres del Sud en el Transport… Aquesta afiliació àmplia, la va trobar en molts casos, en les comunitats negres associades amb les esglésies baptistes. L'organització se centrava, com el mateix Martin Luther King, en la desobediència civil no violenta, com havia fet en el seu moment Mahatma Gandhi, una de les fonts d'inspiració de Martin, per guanyar els drets civils que als afroamericans els havien pres. Precisament King, el 3 de febrer del 1959, anirà a l'Índia per trobar-se amb els deixebles o successors de Gandhi. La visita s'estendrà tot un mes i d'entre altres seguidors, coneixerà Jawaharlal Nehru, el primer ministre.
King va aplicar correctament aquesta forma d'organització, en la protesta no violenta contra el sistema racista de separació sudista, les lleis Jim Crow. Quan fou violentament atacat per les autoritats racistes, fet àmpliament cobert pels mitjans de comunicació, va provocar una onada en pro dels drets civils en l'opinió pública, i aquesta seria la clau, el ressò mediàtic, que duria el tema dels drets civils a la política americana a la dècada dels seixanta. Aquest ressò de King és reflectit el 18 de febrer del 1957, en què el trobem a la portada de la revista Time.

### Visites fora dels Estats Units

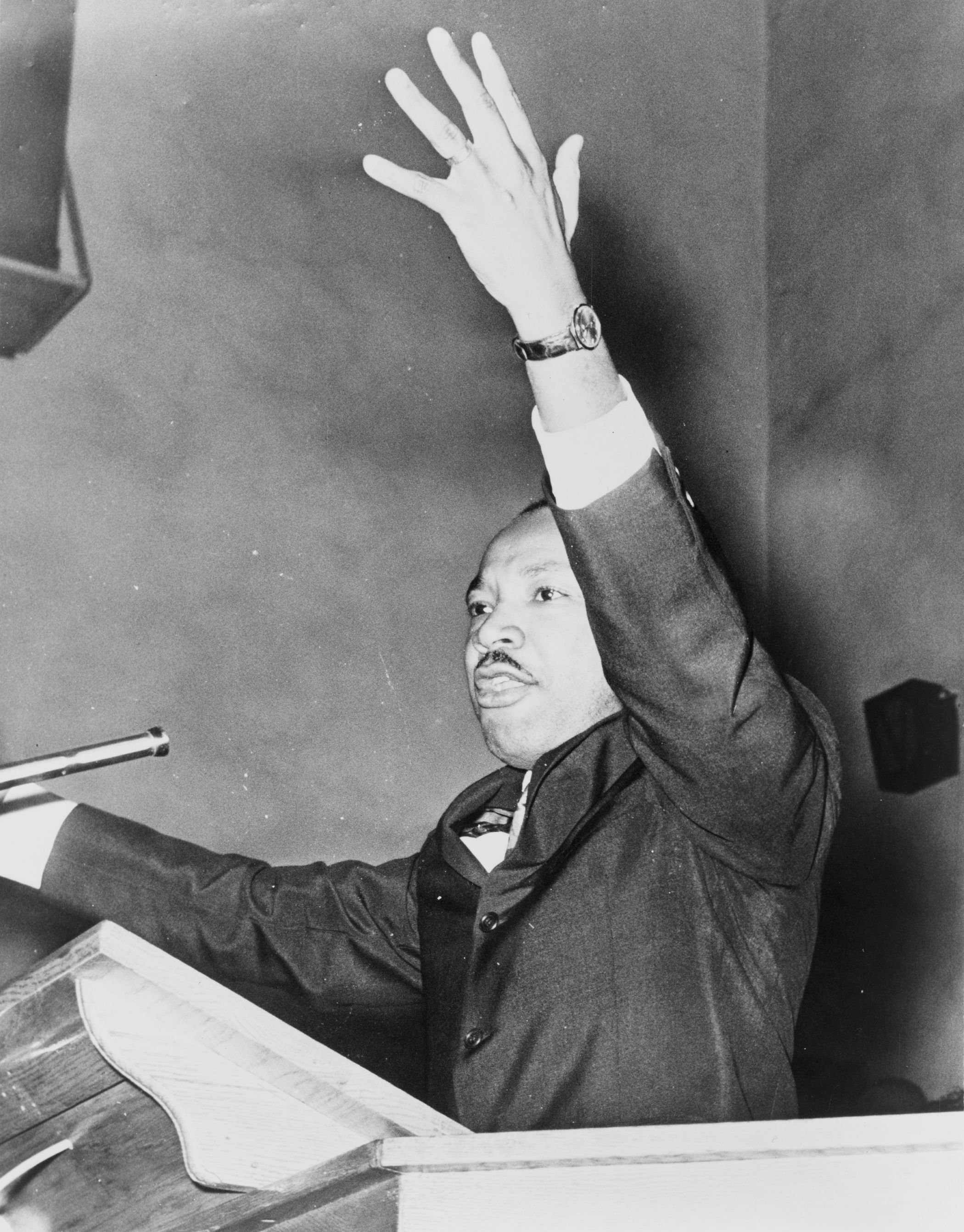
Martin Luther King l'any 1962 en una església de Washington

Martin Luther King, fins al 1962, visitarà diversos líders polítics, a banda dels descendents de Gandhi, amb l'objectiu de propagar les seves idees en pro dels drets dels afroamericans seguint el precepte de la no-violència. El 6 de març del 1957 visitarà Ghana, en la commemoració per la independència, on coneix el primer ministre Kwame Nrumah. El mateix any, el 13 de juny, juntament amb Ralph Abernathy, s'entrevisten amb el vicepresident Nixon. Tot just un any i deu dies després, coneixeran a Washington el president Eisenhower, militar i, per tant, no gaire propens a escoltar discursos sobre tolerància. Probablement per aquest motiu, King el 23 de juny del 1960, dos anys clavats després de fer-ho amb Eisenhower, casualment, es reuneix amb l'encara candidat demòcrata John F. Kennedy. Va ser una entrevista en privat. Finalment, ja el 16 d'octubre del 1961, es torna a reunir amb el president Kennedy, i l'impulsa a fer una segona proclamació d'emancipació per tal d'eliminar la segregació racial.
King, a banda d'aquestes entrevistes amb polítics, va passar a la càrrega, iniciant tot un seguit de discursos i altres modes de protesta des d'una postura pacífica, però no per això amb manca de bel·ligerància, la qual cosa el duria a tenir problemes amb les autoritats racistes i els seguidors de les tesis de l'apartheid simplificades en les lleis ja esmentades de Jim Crow. Seguides en massa per primer cop, es va dirigir amb un discurs a la nació, en el memorial Lincoln, Washington, un 17 de març del 1957 als peregrins per la llibertat, pronunciant el famós discurs Give us the ballot (doneu-nos el vot), en què clarament apel·lava directament a l'obtenció del vot per als negres.
Una mica més de mig any després, passat el naixement del seu segon fill, Martin III (23 d'octubre), pronuncia un altre discurs a Montgomery, el Loving your enemies (estimant els teus enemics). King, en ser pastor, sempre va apel·lar a l'amor i la germanor entre les diferents ètnies, justificant-se amb arguments teològics. Com en aquest cas i en molts d'altres, va aprofitar per fer el seu sermó a l'església baptista de Montgomery, la qual cosa faria estendre encara més la seva popularitat i el seu prestigi entre els fidels.

### Atac a King
Seguint amb el seu activisme, King publica el primer llibre el 17 de setembre del 1958, dit Stride toward freedom: The Montgomery story, en què explicava des del seu punt de vista el boicot al bus de Montgomery. Precisament en un acte de presentació del llibre, tres dies després, al departament de vendes de "Blumstein" a Harlem (Nova York), mentre signava llibres, serà apunyalat per Izola Curry, que aconseguí clavar-li al pit set polzades d'un obrecartes, que els metges de l'hospital de Harlem extreuen satisfactòriament al pastor, després d'ingressar-lo urgentment. Tot un miracle.
King, aleshores, endurirà encara més la seva posició i decidirà traslladar-se amb la seva família, de Montgomery a Atlanta, l'1 de febrer del 1960, per dedicar molt més temps a l'SCLC i a la ferma lluita per les llibertats. A més a més, farà un progrés de caràcter teològic, esdevenint assistent del seu pare a l'església baptista Ebenezer. Aquest progrés també li permetria obrir-se pas en el lideratge nacional del moviment de drets civils.
Les relacions de King vers els prosegregacionistes van ser igual de tenses que amb la justícia, i sobretot l'FBI. Del 25 al 28 de maig del mateix any, fou declarat no culpable per un cas de frau, per un jurat blanc de Montgomery. No era l'únic cop ni l'últim que s'hauria enfrontat amb la justícia, ja que el 19 d'octubre el van acabar arrestant durant una manifestació, al departament de vendes de «Rich» a Atlanta. El motiu va ser violar una sentència que rebé per una multa de trànsit del 1956. Serà condemnat a quatre mesos de treballs forçosos, però fou alliberat vuit dies després, pagant una fiança de 2.000 dòlars.
El director de l'FBI, Hoover, no li va treure, però, l'ull de sobre i va començar a rastrejar-lo a ell i a l'SCLC, que presidia des del 1961. Tot just un any després, van descobrir que un dels homes de confiança de King era un tal Stanley Levison, sospitós d'estar relacionat amb el Partit Comunista dels Estats Units, un partit hostil i rar allí que, a més de no tenir suports rellevants, fou perseguit contínuament.
L'FBI va començar a punxar telèfons i posar micròfons als despatxos de King i Levison. Aleshores, el president Kennedy, amb qui King havia mantingut entrevistes, després de ser informat juntament amb el fiscal general, Robert Kennedy, va intentar persuadir King d'apartar-se de Levison. Aquest, però, no es donà per vençut i aleshores l'FBI, va canviar l'estratègia, tot iniciant una campanya de desprestigi en contra de King, escampant rumors sobre la seva vida privada, escàndols sexuals, en definitiva, per tot arreu, SCLC i família inclosa. A més a més, el varen amenaçar diverses vegades.
King, que no abandonaria, una mica abans de tot això, després de tenir el seu tercer fill, Dexter Scott, va protagonitzar el moviment de protesta fracassat a Albany (Geòrgia) entre el 1961-1962. El fet va començar amb una càrrega policial contra els Freedom Riders el 21 de maig del 1961. Aleshores, Martin Luther realitza un míting de masses a una gran multitud de gent assetjada a l'església de Montgomery. Aleshores, el 16 de desembre, amb Ralph Abernathy i 264 protestants més, seran arrestats durant un altre acte de protesta a Albany. Bona part del fracàs d'aquest moviment és degut a la pobra intervenció i, per tant, astuta, de les autoritats locals en veure les divisions dintre de les comunitats negres que van participar en la protesta. Així, ho van acabar tenint ben fàcil per a concloure aquest afer.
És quan King comença a rebre un fort assetjament de l'FBI, els moments en què iniciarà un activisme gairebé extrem que el durà el 28 de setembre del 1962, durant la sessió de clausura del primer congrés de l'SCLC a Birmingham (Alabama), a rebre un atac d'un membre del Partit Americà Nazi, que va colpejar-lo dos cops a la cara. No fou més que el preludi dels incidents que encara hauria de viure durant els dos anys següents, que per altra banda, el portarien a l'auge màxim de popularitat entre la població afroamericana.

## La trama a Birmingham, Alabama
Martin Luther King s'havia centrat més, fins aquell moment, en la reconciliació entre ètnies. Ara, a causa del seu lideratge creixent entre els afroamericans, va radicalitzar progressivament la seva posició i començà a exigir ja un canvi per qualsevol mitjà possible. Van sorgir diferències d'ideologia i jurisdicció entre e l'SCLC i altres organitzacions pels drets, com Poder Negre i Musulmans Negres. Per posar fi a aquestes discrepàncies, el 1963, King va demanar diverses vegades que s'establís un patró de lluita comú a pesar de les diferències, i que fos la no-violència.
D'aquesta manera, King es posarà al capdavant d'un moviment a Birmingham, per aconseguir els drets civils i obtingué així el cens per als votants negres, a més d'acabar amb la segregació i aconseguir una major educació i allotjament en els estats del sud. Tot això va ser possible després de tenir el seu quart fill, Bernice Albertine, el 28 de març i publicar un nou llibre, Strength to love, un llibre que suposava un recull dels seus sermons.
Finalment, inicia un seguit de protestes i manifestacions a la ciutat de Birmingham. Això provocà que estigués enfrontat amb les autoritats i ser empresonat diverses vegades, com a l'abril; del 12 al 19, en què va escriure la coneguda Carta des de la presó de Birmingham.
Aquesta carta, escrita el 16 d'abril, responia a l'advertència de vuit jueus i alguns eclesiàstics cristians que els afroamericans haurien d'esperar pacientment que la justícia dictés llei. King els respongué durament amb aquesta carta, deixant-los clar que els drets de tot ciutadà, fos negre o blanc, no podien pas esperar i menys de la justícia segregacionista d'Alabama.

### Continuïtat del conflicte

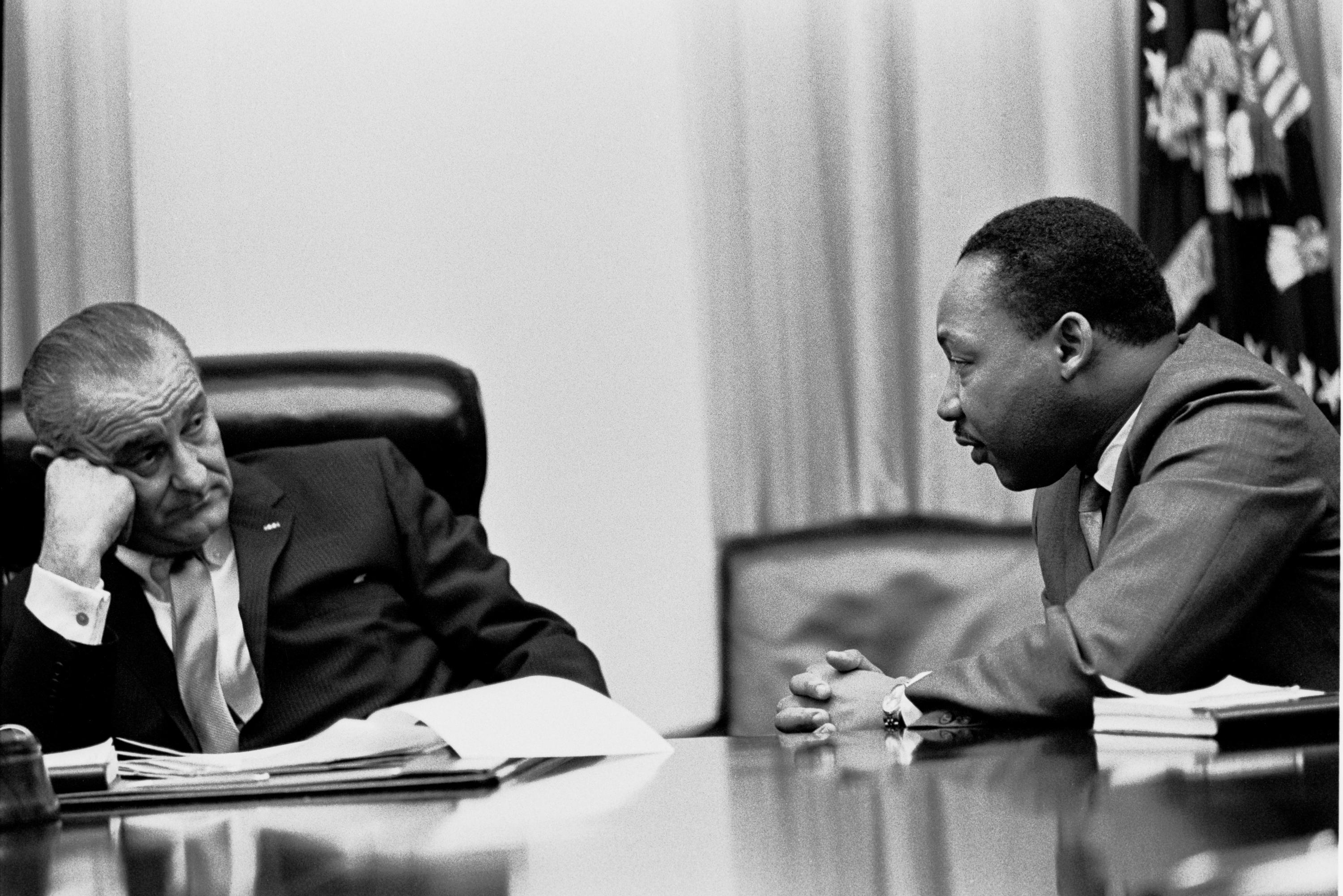
Martin Luther King reunit a la Casa Blanca amb Lyndon B. Johnson, l'any 1966

El conflicte no es va aturar aquí. Les protestes es van succeir, i culminaren el 7 de maig, quan la policia va fer ús de les mànegues d'aigua d'alta pressió per a fer fora els manifestants del districte de negocis de la ciutat. Però, a més a més de les mànegues, el comissari de policia, Eugene Connor "Bull" ("Toro"), feu servir gossos, porres i bèsties empentant els prop de quatre mil manifestants al centre de la ciutat de Birmingham, com si fossin els moments més durs de l'Amèrica colonial i els manifestants no fossin més que bèsties en ple segle vint.
El 28 d'agost, el pol del conflicte es va traslladar a Washington, en una marxa per les llibertats en el treball en ple memorial Lincoln, on aproximadament uns dos-cents mil manifestants, organitzada per Randolph i Bayard Rustin, tot comptant amb el suport de tots els líders de les organitzacions pels drets civils, a més a més de grups religiosos i organitzacions de treballadors. Serà el clímax de King, en què pronunciarà el famós discurs I have a dream (Jo tinc un somni), un dels discursos més famosos de tot el segle vint. El fort impacte de la mobilització i del discurs, per les llibertats dels afroamericans i els negres en general, arribarà a la Casa Blanca i tindrà com a conseqüència la immediata entrevista, tot just després de la manifestació amb el president John F. Kennedy i el vicepresident en aquell moment, Lyndon B. Johnson. King va ser acompanyat per molts dels líders del moviment per a l'obtenció dels anhelats drets civils.

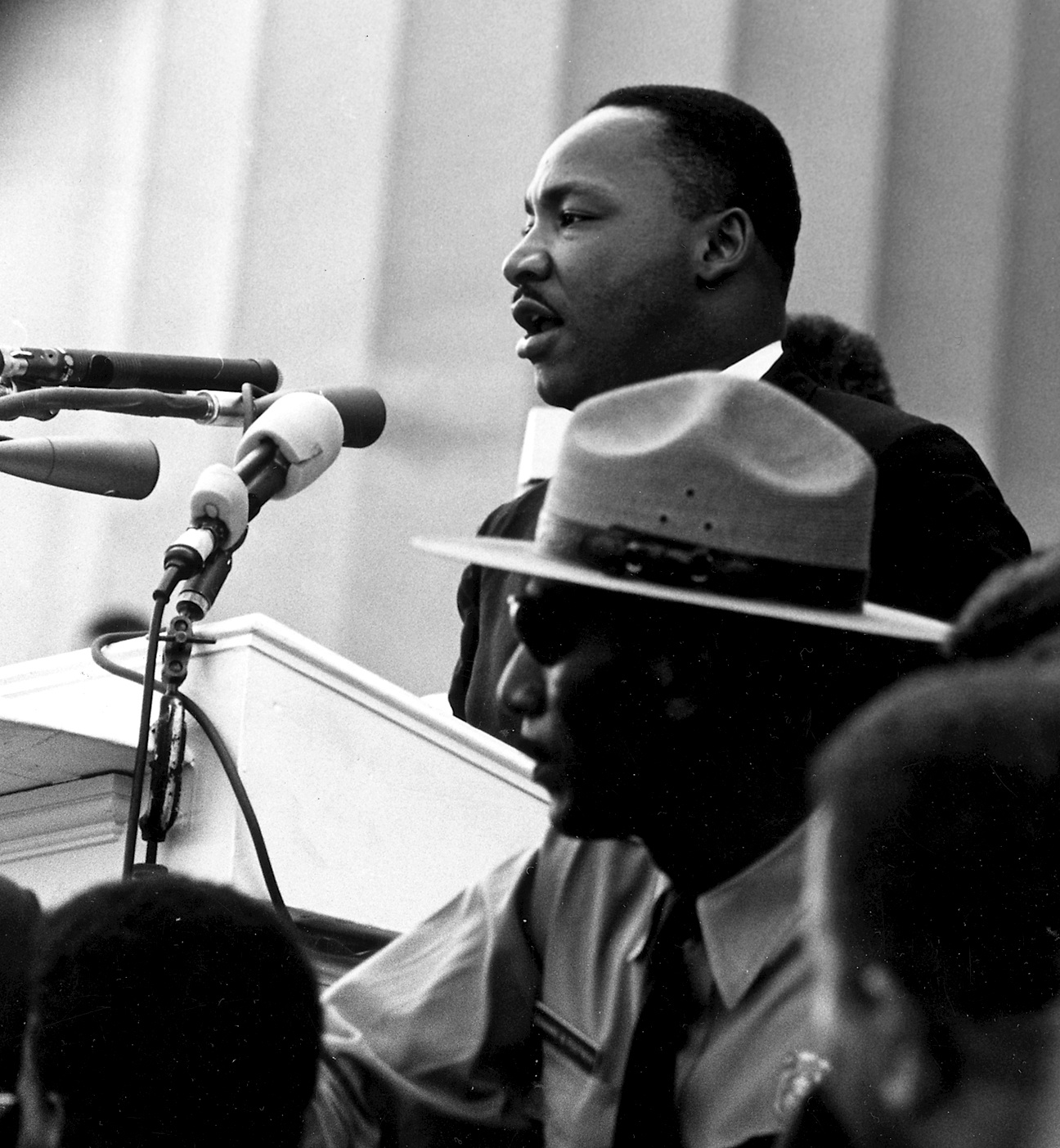
MLK en la Marxa a Washington

L'espai polític i social a la ciutat de Birmingham, on arribà també el discurs, es va escalfar al màxim els següents mesos; el 18 de setembre del 1963, Martin Luther King va haver d'assistir a la dissortada cerimònia funerària, en què pronuncià un famós elogi per les víctimes assassinades tres dies abans a l'església baptista de Birmingham. I és que les protagonistes en foren quatre nenes: Addie Mae Collins, Carol Denise McNair i Cynthia Dianne Wesley; més una quarta, Carole Robertson, que fou cremada en una cerimònia privada.

### Balanç
Tot i el possible fracàs in situ de les protestes a Birmingham, l'èxit d'aquestes s'ha de buscar en la crispació que va causar en el si del conjunt de la població i les autoritats racistes i en pro de l'apartheid tot despertant la consciència i l'esperit reivindicatiu de la població negra. L'assistència massiva de 200.000 manifestants als actes del memorial Lincoln, en què es pronuncià el famós discurs conegut com a I have a dream n'és la prova.
L'FBI, que ja arrossegava investigacions contra Martin Luther King des del 1961, li havia punxat el telèfon de les oficines del SCLC, l'havia amenaçat i havia fet que Kennedy el persuadís de separar-se del seu company al SCLC i, després de tots els fracassos, va iniciar una campanya de desprestigi contra la seva persona; aquesta vegada, van ser autoritzats per l'advocat americà, el general Robert Kennedy, a punxar el telèfon privat de casa dels King.
Aquest fet marcaria l'inici d'una disputa aferrissada i personal amb el director de l'FBI, J. Edgar Hoover, sobretot després que King digués que l'FBI havia fracassat en la defensa dels drets civils dels treballadors. El 18 de novembre del 1964, Hoover el va denunciar acusant-lo de ser "el més notable mentider del país". Una setmana després, tornava a l'atac verbal, afegint que l'SCLC era la punta de llança de comunistes i degenerats morals.
D'altra banda, King va tenir temps d'entrevistar-se amb l'ara president Lyndon B. Johnson el 18 de gener del 1964, juntament amb Roy Wilkins, Whitney Young i James Farmer, i els va demanar el seu suport en la iniciativa d'iniciar una guerra contra la pobresa. També es pogué entrevistar per primer i últim cop amb Malcolm X el 26 de març, abans de publicar el juny un altre llibre, Why we can't wait (Perquè no podem esperar); i el mateix juny, l'11, va protagonitzar un altre incident, pel qual va ser arrestat i empresonat, per demanar que l'atenguessin en un servei només per a blancs, d'un restaurant a Saint Augustine, Florida.
Finalment, Hoover i King mantenen una entrevista l'1 de desembre, al departament de justícia, tot just deu dies abans de rebre King, el 10 de desembre, el Premi Nobel de la Pau en una cerimònia a Oslo, Noruega, on King va declarar que cada penic dels 54.000 dòlars del premi anirien destinats a la forta lluita per l'obtenció dels drets civils. D'aquesta manera, concloïa aquest periple bullent entre els incidents de Birmingham i les manifestacions, més les persecucions paral·lelament de la policia, assolint un punt de triomf, en el memorial Lincoln, davant de 200.000 persones, fins a ser, doncs, reconeguda la seva tasca a nivell mundial, en pro dels drets dels afroamericans principalment, però també d'altres col·lectius de negres.

## Marxa pacífica a Selma
El recent Premi Nobel el desembre del 1964, però, no el va fer afluixar en la seva tasca, i aquell mateix mes, ell, al capdavant del SCLC, anà a la ciutat de Selma, al mateix estat d'Alabama. I ho feren per reunir-se amb el SNCC, amb què arribaren a un acord d'unir-se parcialment, com a mínim per fer alguns actes junts.
Per tant, mentre la família King es canviava de llar (ara viurien a la Sunset Avenue, núm. 234, a Atlanta), el cap de família, Martin Luther, no hi freqüentava, perquè era a Selma, organitzant amb el SNCC una marxa, en contra dels drets de vot de l'època, i en conseqüència, a favor del dret a votar per part dels negres. La marxa aniria des d'aquell punt fins a la capital de l'estat, Montgomery. Fins que no es va poder efectuar correctament i sense conflictes, se'n van haver de dur a terme tres intents.
El primer intent es va efectuar el 7 de març, i 600 persones eren les que conformaven la manifestació, que s'anava duent a terme a l'autopista 80 dels Estats Units, on en un punt determinat, unes tropes de l'estat i diverses forces de la llei locals els esperaven. Amb presència de càmeres de televisió, els "homes de la llei" van atacar vilment els manifestants pacífics amb porres, pals, gas lacrimogen i fuetades. Mentre que 17 persones eren hospitalitzades, els altres, els van obligar a tornar a Selma. Unes bàrbares imatges televisades donaren a conèixer a tot el país l'abast dels blancs per maltractar els negres, en aquest cas físicament. Aquell 7 de març del 1965 es va conèixer com el Diumenge Sagnant, o Bloody Sunday, en anglès. Deixant de banda el vessant violent, la fama de Martin Luther King es va estendre com a pacifista destacat. Molts biògrafs en diuen d'aquell fet com el més remarcat en la trajectòria de la no-violència de King.
La segona temptativa es dugué a terme dos dies després, temps suficient per al cap del SCLC per a reunir molta més gent que, impactada per les imatges ofertes a la televisió, no va tenir problemes a sortir al carrer. Els dirigents de les dues associacions intentaren fer que el jutge del districte federal Frank M. Johnson Jr., emetés una ordre judicial perquè els policies no els poguessin atacar; per contra, aquest jutge decretà que no es podia fer la manifestació fins que no ho revisessin bé.

### Cop estratègic de King
Donada la situació, Martin Luther decidí de fer una marxa parcial, "cerimonial", ja que ja hi havia molts manifestants preparats. Arribats al punt de l'Edmund Pettus Bridge, King va decidir fer-se enrere en aquella marxa; així, no sobrepassant el límit de l'ordre que havia emès el jutge del districte federal, ni tampoc arribant a Montgomery, s'esperarien a un tercer round. Molts ciutadans presents en aquell moviment se sentiren molt consternats per aquella decisió presa per King.
Una setmana després d'aquest fracàs, el jutge Johnson els donà el total vistiplau, com també ho feu el president en el moment dels Estats Units, Lyndon Johnson. Així, la tropa de 3.200 manifestants encapçalada per Martin Luther King, entre d'altres, sortí des de Selma el 21 de març, dues setmanes exactes després del Bloody Sunday. Caminaren unes 12 milles diàries (20 km), fins que el 25 de març arribaren a Montgomery, situat a 50 milles (més de 80 km). Fins aleshores, molta gent s'havia apuntat a la marxa, i van acabar sent 25.000 els assistents.. Durant la massiva manifestació, l'activista Stokely Carmichael s'inventà el lema que presidiria totes les reunions de negres: Black Power, traduït a català, 'Poder Negre'. S'ha de dir que la frase ja l'escriu (no com a lema, però) als anys 50 el novel·lista i lluitador pel bé dels negres Robert F. Williams que, com a anècdota, es va reunir el 1959 amb King.
Cinc mesos després, el president Lyndon Johnson signà l'Acta dels Drets de Vot de 1965, amb la qual s'expandien els drets de votar per als afroamericans.
Seguint el rastre de Martin Luther King, el 1965 també fou un any destacat per a ell quant a un discurs que va pronunciar, el 4 de juliol d'aquell any, a la seva església local, Ebenezer. Es titulava The American Dream, 'El somni americà¡. Va ser una altra èpica prova del valor de la seva ànima.
En essència, es referia a la commemoració del 187è aniversari de la Declaració d'Independència dels Estats Units d'Amèrica. The American Dream és un tòpic que té l'origen en aquella època, en què el somni era no dependre del Regne Unit, del seu rei, ser una nació lliure, sense estar subordinats a unes illes situades a milers de quilòmetres.
Ara per a ell The American Dream era que es complís el que es trobava remarcat en la Declaració de Drets, en què totes les persones, sense concretar si blanques o negres, jueves o catòliques, riques o pobres…, tenien els mateixos drets com a ciutadania d'aquella nació. Per a ell, encara no s'havia fet realitat l'American Dream.

## Implicació de King en la campanya contra la Guerra del Vietnam
Mentre Martin Luther King anava tirant endavant la seva fita d'una igualtat d'ètnies aconseguint-la pacíficament, el context de l'època als Estats Units era notablement diferent. L'any 1964, el president Lindon B. Johnson havia decidit prendre part en la guerra que s'esdevindria al Vietnam, a causa d'uns rebels comunistes que es volien alliberar de ser una colònia de França. Ja des de feia deu anys que els nord-americans donaven suport als francesos, que estaven força destarotats, però no eren ajudes militars.
Johnson, el 1964, enviava vaixells per atacar el Vietnam del Nord, i el març de l'any següent ja es trobaven els primers soldats dels Estats Units a la zona. Aquestes decisions polítiques afectaven molts ciutadans, que s'indignaven en veure la implicació innecessària del seu país. Un d'ells era, sense cap gènere de dubte, en Martin Luther King.

### Posicionament
La primera vegada que King insinuà que estava en desacord amb la guerra va ser en una xerrada a la Universitat de Howard el primer de març del 1965. Sense precedents, acabà el seu discurs fent referència al conflicte del Vietnam, quan va demanar que es pactés la pau al més aviat millor.
També va donar a entendre la seva posició en la guerra el 15 de juny, en una conferència de la SCOPE (Organització de la Comunitat d'Estiu de Política Educativa), anomenada Why are you here?, (Per què sou aquí?), en què va remarcar la No-violència en conflictes de dimensions internacionals, i va proposar un acord coordinat per les Nacions Unides.
Però l'acte que es considera el primer en què Martin Luther es manifesta contrari a aquest conflicte bèl·lic públicament va ser el del 12 d'agost, en la 9a Convenció anual del SCLC, celebrada a Birmingham. Va ser molt crític amb l'actuació del govern; va donar idees alternatives per acabar amb els bombardejos del Vietnam i va recordar als dirigents els Drets Civils.,
Els actes per conscienciar el president de l'època, Lyndon Johnson, i els seus assessors no van amainar-se el 1966. Això sí, ho va haver de fer amb més compte i cautela, temorós d'alienar el president. Tot i això, després que Johnson desviés uns ínfims ajuts que donava als pobres del Vietnam, i que els traslladés a l'arsenal militar, King, al desembre, va reafirmar la seva visió crítica amb la guerra.
Amb l'ajuda de Levison, l'activista negre va preparar una declaració per al Comitè de Governació d'Operacions Militars, encapçalat per Abraham Ribicoff, que anava directament associada amb l'augment de pressupost per al conflicte en el vessant bèl·lic.

### Canvi de residència
Deixant de banda les seves rèpliques a la Guerra del Vietnam, King va continuar en la seva tasca. Mentre aquell 1966 es canviava de casa (ara vivia a Chicago, al núm. 1.550 de la South Hamlin Avenue, segons sembla per estar al dia de les condicions infrahumanes quant a habitatges de què disposava molta gent a la ciutat), el 23 de febrer, es troba amb Elijah Muhammad, cap de la Nació de l'islam. Era una trobada molt important, ja que feia la funció de Sant Pare, cosa que un any abans ja havia intentat Malcolm X, amb el resultat que el van assassinar despietadament (21-2-1965) per desavinences amb Muhammad. Sortosament, la reunió va anar bé i els dos dirigents en van sortir orgullosos, com també es van adonar que havien fet una mostra gran del pacifisme entre religions, cosa que fins al moment era difícil de veure.
També l'any 1966, King va destacar per un dels molts sermons que va difondre: Guidelines for a Constructive Church, que el va dir el 5 de juny a la seva església que sempre el va acollir, Ebenezer. Dos dies després, però, King, juntament amb els altres líders importants afroamericans que en aquella ocasió van ser Floyd McKissick, president del CORE (Congrés per la igualtat racial) i Stokely Carmichael del SNCC, continuaren el projecte d'un altre activista, James Meredith. Aquell projecte consistia a fer una marxa "en contra de la por", i anava des de Memphis (Tennessee) a Jackson (Mississipi). Meredith va haver de deixar el projecte penjant, ja que al començament de la seva ruta va ser ferit de gravetat en disparar-li.
Tornant a la negativa de King cap al conflicte vietnamita, ja l'any 1967, pels volts de gener, els seus companys, com Levison o James Bevel, i inclosa la seva dona Coretta, el van impulsar a esforçar-se més a fer-se notar com a contrari a la guerra.
Com a resultat, el 25 de febrer es va apressar a fer un discurs, també molt recordat, en què va parlar monogràficament de l'afer cabdal en la política nord-americana d'aquells anys, el Vietnam. El va titular The Casualities of Vietnam (Les casualitats del Vietnam, en català). D'aquest discurs, en podem destacar l'afirmació que va fer sobre la capacitat que havia tingut el govern per fer oblidar els Drets Civils.
Això va causar molta polèmica, i anorreadores crítiques ara per a ell, que apareixien per totes bandes. King, però, amb el seu esperit lluitador, volia arribar molt lluny, i va tenir la valentia el 26 de març del 1967 de participar en una marxa contra la guerra, potser no tan nombrosa com la que va tenir lloc a Barcelona el 15 de febrer del 2003, però amb la seva importància.
Però l'acte central en la seva macrocampanya encara havia d'arribar. El 4 d'abril del mateix any, per tant 9 dies després de la marxa, va fer la declaració en contra de la guerra més extensa i amb més públic. Va tenir lloc a la Riverside Church de Nova York, on més de 3.000 persones van viure aquell acte en directe. El discurs es va anomenar Beyond Vietnam (Més enllà del Vietnam).
King va anotar, com a paraules més rellevants, que l'esforç que els Estats Units feien en la Guerra del Vietnam consistia a portar-hi un munt de joves negres que havien estat torturats per la societat de l'època, i que els enviaven a 8.000 quilòmetres enllà, per garantir les llibertats de la gent del sud-est de l'Àsia, però que no es podia ni trobar, ni somniar a Geòrgia, o a l'est de Harlem.
Molt pocs diaris li donaren suport, la majoria varen ser crítics amb les seves paraules, com per exemple el NAACP (l'Associació Nacional per l'avenç de la Gent de Color), que va emetre una declaració en contra de la combinació de la seva guerra pels drets civils, amb el seu moviment pacifista. King romangué sense immutar-se per tals ofenses envers ell, i només dues setmanes després liderà una manifestació en contra de la guerra en què milers de ciutadans el van seguir.
Cal destacar també en aquesta lluita, que un mes després va desenvolupar plans amb Benjamin Spock "l'Estiu de Vietnam", un projecte que mobilitzaria l'oposició de les bases de la guerra, organitzant una xarxa a escala nacional de voluntaris. King, juntament amb Joseph Rauh, vicepresident d'Americans per l'Acció Democràtica (en anglès, Americans for Democratic Action), va fundar un altre grup antiguerra anomenat Negociation Now (Negociació Ara) que, junts, recaptaren fins a un milió de signatures de gent contrària a la Guerra del Vietnam.
Des d'aquest punt i fins al final de la seva vida, King va participar encara en el moviment contra la guerra. La Guerra del Vietnam s'acabà el 1973, data en què les tropes nord-americanes se n'anaren de la zona i arribaren a un tracte de pau. Vietnam va quedar dividit en dues parts independents: la del Nord, i la del Sud.

## Últim any de Martin Luther King
El 9 d'abril del 1967, just un any menys quatre dies abans de la seva mort, començava amb el discurs Three dimensions of a complete life (Les tres dimensions d'una vida completa), en què parlava que als negres els faltava ser lliures i respectats per a assolir les tres dimensions d'una vida completa, realitzant una metàfora amb Hollywood en què deia que, per donar una pel·lícula per acabada, havia d'haver assolit les tres dimensions, el seu últim any de vida a l'església del nou convent baptista de Chicago. Fent una ullada als títols dels seus discursos i les seves publicacions durant aquest últim any, podria arribar a donar-nos la impressió que semblava que fos conscient que li quedava poc de temps en aquest món i feia un balanç, sense abandonar el seu vessant reivindicatiu en cadascuna de les seves paraules o escrits.
King tenia la idea raonada que la solució als problemes locals sobre la inviabilitat de les relacions humanes radicava en la mateixa Guerra del Vietnam. D'aquesta manera, havia dut a terme aquella duríssima campanya en contra. Cap guerra podia ser bona, ni de bon tros justificable. Les seves estratègies varen ser criticades i fins i tot allí mateix, a Chicago, on havia pronunciat un discurs l'abril, va rebre l'oposició dels baptistes negres locals en públic.

### Radicalització dels detractors de King
L'ambient, escalfat, va crispar-se molt més amb les baralles que van tenir lloc entre els manifestants negres contra bandes de blancs encapçalades per líders neonazis membres del Ku Klux Klan. Potser arran d'aquests durs enfrontaments King va veure que la seva vida corria perill, car ell ja havia rebut atacs personals que l'havien dut a una hospitalització urgent i una ràpida operació.
Les seves reflexions el duran a publicar un nou llibre al juny, en què podem trobar tota la sèrie de raonaments i experiències viscudes en els últims temps, com ja molt bé indica el títol: Where do we go from here: chaos or community? (Cap on anem des d'aquí: cap al caos o la comunitat?).
Martin Luther King s'havia associat als dirigents del moviment contra la guerra, sense importar el color de la pell; i després havia decidit encapçalar marxes "del poble pobre" com ell va dir, sobre Washington, la capital. Això el dugué a fer-se encara més enemics, és més, va estar exposat amb un risc notable diverses vegades a la mort; de la qual no acabaria escapant.
Entretant, va tenir temps de moure's en l'Església baptista missionària al Mont Pisgah, l'estiu, el 27 d'agost, en què va pronunciar el sermó Why Jesus called a man a fool? (Per què Jesús titllà un home de boig?). En el discurs, però, ens explica una paràbola, en què s'aprecia un home força enriquit que, així, viu dels plaers de la vida mentre Déu li diu que és un miserable.
Aleshores, King, va restar sensiblement inactiu fins a finals d'any. Això, però, no minvà pas la seva popularitat, ni de bon tros el seu impacte. Per aquella època, s'emetia la sèrie televisiva Star Trek, de molta audiència en aquells moments. Allí hi treballava l'actriu Michelle Nichols, afroamericana, que sempre es va sentir atreta, com la majoria d'afroamericans, per les tesis llibertàries de Martin Luther King. Finalment, va tenir l'oportunitat de conèixer-lo i, aleshores, va decidir deixar la sèrie, a causa de la discriminació i la marginació que rebia a l'estudi; una sensació que feia temps que ja sentia. King, però, va aconseguir de persuadir-la perquè continués, ja que la va considerar una excel·lent model, i un bon referent per tots els afroamericans en la televisió.
El pas inexorable del temps va dur a King a un dels períodes més frenètics de la seva vida; els últims dos mesos, en què no va parar d'assistir i liderar actes multitudinaris, junt amb el SCLC, que va liderar fins a la seva mort. King i el SCLC s'havien proposat liderar aquell any, 1968, una campanya donant suport a la gent pobra, dirigida als temes relacionats amb la justícia econòmica. La campanya culminaria a Washington, demanant ajuda a les comunitats més pobres dels Estats Units. King havia tornat a posar definitivament el focus de la seva activitat en els problemes socials interns dels Estats Units.
Abans d'arribar a Washington, però, el 4 de febrer del 1968, va pronunciar a l'església baptista Ebenezer d'Atlanta, el discurs The drum major instinct (El major instint del tambor). Al mateix lloc, el tres de març, va pronunciar el discurs Unfulfilled dreams (Somnis incomplerts), en clara referència a totes aquelles fites que encara no havia pogut acomplir. Martin Luther King, aleshores, es posarà al capdavant de la penúltima marxa de la seva vida, a Memphis. No va ser una marxa qualsevol, ja que va aconseguir aplegar 6.000 protestants. Aquesta vegada, es tractava més aviat d'una vaga per les ínfimes condicions sanitàries a què estaven sotmesos els obrers de Memphis. Però les coses no li va sortir bé, ja que l'acte se li va escapar de les mans i va esdevenir una situació caòtica, molt a prop de les reflexions del seu llibre sobre el caos, en què va haver-hi violència i saqueigs. King, va haver de ser apartat d'escena.
A Washington, ja seria a la mateixa catedral, on el 31 de març del mateix any tindria lloc el seu penúltim parlament, titulat Remaining awake through a great revolution (Romandre despert a través d'una gran revolució), en què després de la seva introducció fent ús d'un passatge evangèlic, derivava en un llarg parlament cridant com expressa el títol, a mantenir la revolució pels drets, ben desperts i sense abaixar la guàrdia, tal com devien esperar els segregacionistes. D'aquí va marxar ràpidament a Memphis, entestat a culminar per fi una marxa totalment pacífica, contra la injustícia econòmica amb els estats pobres. Fou la seva última manifestació, i aquella mateixa nit, la vigília de l'atemptat, pronunciaria també el seu últim discurs, el 3 d'abril.

### Últim discurs i mort

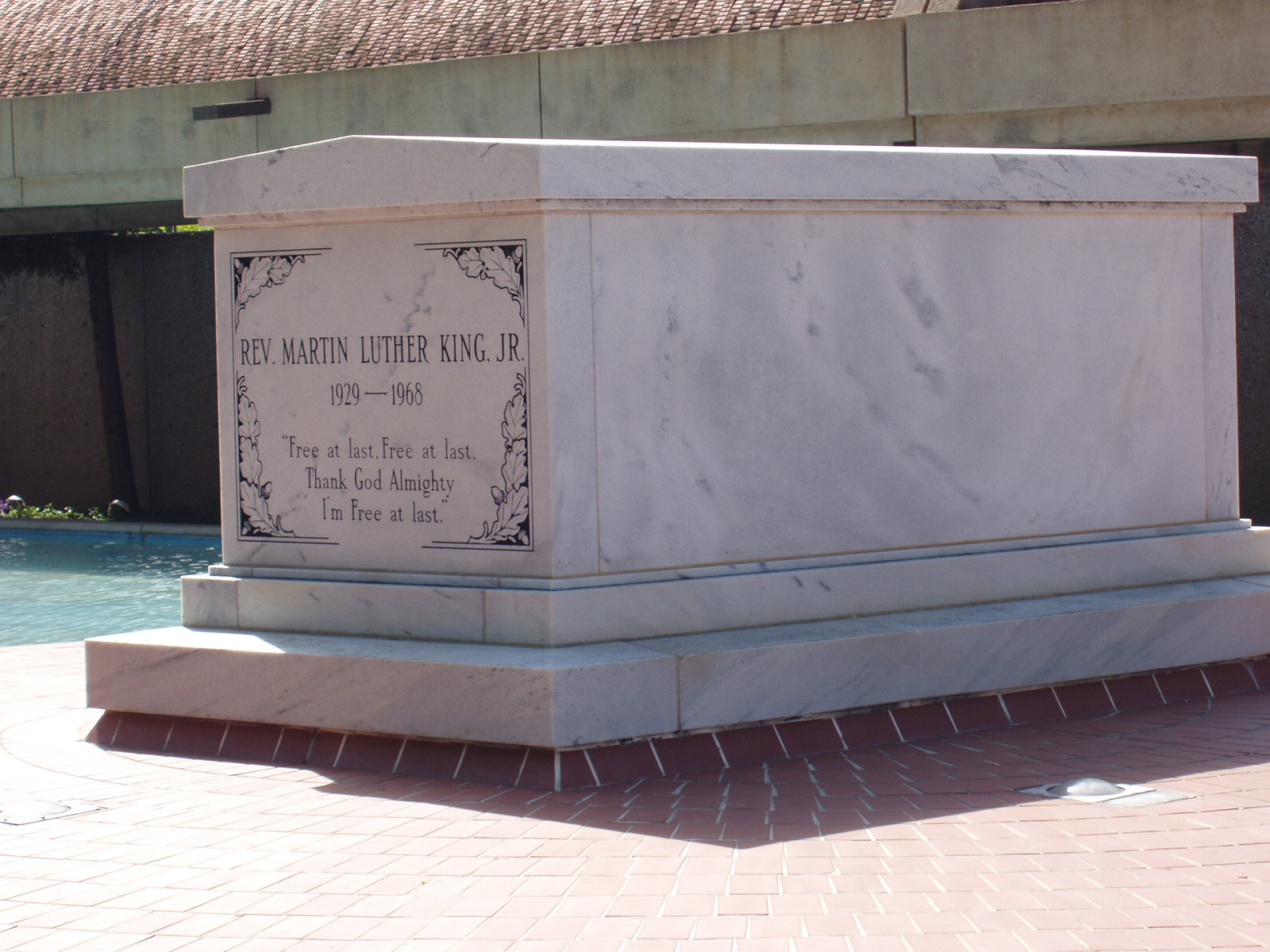
Tomba de King a Atlanta

Fou al Mason Temple de Memphis, on aquella nit pronuncià el cèlebre i celebradíssim discurs, I've been to the mountain top (He estat al cim de la muntanya). Potser un títol ideal que indica que hauria tingut temps de realitzar-se com a persona abans del seu brutal assassinat. Aquest va ser l'endemà, d'un tret, quan estava a la balconada de Lorraine Motel de Memphis.
Per a aquell dia (4 d'abril del 1968), tenia prevista una marxa a nivell local amb l'ajut de la Unió de Treballadors de la sanació de la gent negra de Memphis. Seria James Earl Ray qui es declararia autor de l'homicidi, i fou engarjolat amb una condemna de 99 anys. Es tractava d'un pres blanc que havia fugit de la presó. Tanmateix, es va acabar desdint de les seves declaracions i la dona de Martin Luther King, Coretta Scott King, també activista pels drets civils, ja vídua, amb la resta de la família, guanyaria un judici contra Loyd Jowers, que va al·legar haver rebut 100.000 dòlars per ordenar l'assassinat de King.
King va ser incinerat a Atlanta, el 9 d'abril. Així, ja el 1986, se li va retre homenatge dedicant-li un dia nacional, Dia de Martin Luther King. Se celebra el tercer dilluns de gener de cada any, segons una decisió del Congrés. La data és fruit de l'aniversari de King, que es movia per aquelles dates (15 de gener). El 18 de gener del 1993, per primer cop, el dia Martin Luther King, fou establert per als cinquanta estats dels Estats Units.

## Citació
| «                    | ...un dia et trobaràs amb una gran oportunitat davant teu i aquesta et cridarà a prendre posició ferma davant un gran principi, una gran qüestió, una gran causa. Tu et faràs enrere excusant-te amb el fet que vols viure una vida més llarga. Potser tindràs por de perdre la teva feina o potser que et critiquin, o de perdre popularitat. Potser també tindràs por que algú t'ataqui amb un ganivet o una pistola o que et posin una bomba a casa teva, i per això decideixes de no prendre cap posició ferma... ja que, així, podràs anar vivint fins que tinguis noranta anys, però estaràs tan mort als trenta-vuit com ho estaràs quan en tinguis noranta. La interrupció de l'alè en la teva vida no serà res més que l'anunci caduc d'una mort de l'esperit que va succeir temps enrere. Vas morir quan no vas voler aixecar-te per defensar el dret. Vas morir quan no vas voler aixecar-te per defensar la veritat. Vas morir quan no vas voler aixecar-te per defensar la justícia. | » |
| — Martin Luther King | |   |